# КАМАЗ-65115
КАМАЗ-65115 — российский крупнотоннажный грузовой автомобиль-самосвал производства Камского автомобильного завода (КАМАЗ). Выпускается с 1999 года. Всего по 2021 год было выпущено 135 864 самосвала КАМАЗ-65115.

## Описание
Самосвал КАМАЗ-65115 производится с 1999 года. В 1998 году был изготовлен первый опытный образец. Автомобиль является преемником советского самосвала КАМАЗ-55111, который производился параллельно с 65115 до 2012 года. Отличия в том, что у КАМАЗ-65115 15-тонная грузоподъёмность, на 2 тонны больше, чем у предшественника, усиленная ходовая часть, рулевое управление от КАМАЗ-4310 и модернизированная трёхместная кабина с термо- и шумоизоляцией. Платформа автомобиля цельнометаллическая, задний борт обогревается газами для предотвращения примерзания грузов. Экологический класс двигателя соответствует Евро-5. За всю историю производства на грузовик ставят 10-ступенчатую механическую трансмиссию КАМАЗ-154. Сцепление позаимствовано от немецкой фирмы ZF Friedrichshafen AG.

## Модификации
| Модификация    | Двигатель                  | Мощность | Колёсная база                  |
| -------------- | -------------------------- | -------- | ------------------------------ |
| КАМАЗ-65115    | КАМАЗ-740.30 (Евро-2)      | 260 л.с. | 2840+1320 мм                   |
| КАМАЗ-65115    | КАМАЗ-740.30 (Евро-2)      | 260 л.с. | 2840+1320 мм                   |
| КАМАЗ-65115-01 | КАМАЗ-7403.10 (Евро-1)     | 260 л.с. | 2840+1320 мм                   |
| КАМАЗ-65115-02 | КАМАЗ-740.11 (Евро-1)      | 240 л.с. | 2840+1320 мм                   |
| КАМАЗ-65115-13 | КАМАЗ-740.13 (Евро-1)      | 260 л.с. | 2840+1320 мм                   |
| КАМАЗ-65115-15 | КАМАЗ-740.31 (Евро-2)      | 240 л.с. | 3190+1320 мм                   |
| КАМАЗ-65115-24 | КАМАЗ-740.55 (Евро-2)      | 300 л.с. | 2840+1320 мм                   |
| КАМАЗ-65115-30 | КАМАЗ-820.60 (на метане)   | 260 л.с. | 3690+1320 мм                   |
| КАМАЗ-65115-32 | КАМАЗ-820.62 (на метане)   | 300 л.с  | 3690+1320 мм                   |
| КАМАЗ-65115-42 | КАМАЗ-740.622 (Евро-4)     | 280 л.с. | 3190 или 3690 или 4470+1320 мм |
| КАМАЗ-65115-46 | КАМАЗ-740.662 (Евро-4)     | 300 л.с. | 3190 или 3690 или 4470+1320 мм |
| КАМАЗ-65115-50 | КАМАЗ-740.705 (Евро-5)     | 300 л.с. | 3190 или 3690 или 4470+1320 мм |
| КАМАЗ-65115-62 | КАМАЗ-740.62 (Евро-3)      | 280 л.с. | 3190 или 3690 или 4470+1320 мм |
| КАМАЗ-65115-65 | КАМАЗ-740.65 (Евро-3)      | 240 л.с. | 3190 или 3690 или 4470+1320 мм |
| КАМАЗ-65115-A4 | Cummins ISB6.7 (Евро-4)    | 298 л.с. | 3190 или 3690 или 4470+1320 мм |
| КАМАЗ-65115-A5 | Cummins ISB6.7 E5 (Евро-5) | 292 л.с. | 3190 или 3690 или 4470+1320 мм |
| КАМАЗ-65115-D3 | Cummins 6 ISBe (Евро-3)    | 285 л.с. | 3190 или 3690 или 4470+1320 мм |
| КАМАЗ-65115-L4 | Cummins ISB6.7 (Евро-4)    | 307 л.с. | 3190 или 3690 или 4470+1320 мм |
| КАМАЗ-65115-N3 | Cummins 6 ISBe (Евро-3)    | 300 л.с. | 3190 или 3690 или 4470+1320 мм |

## Галерея

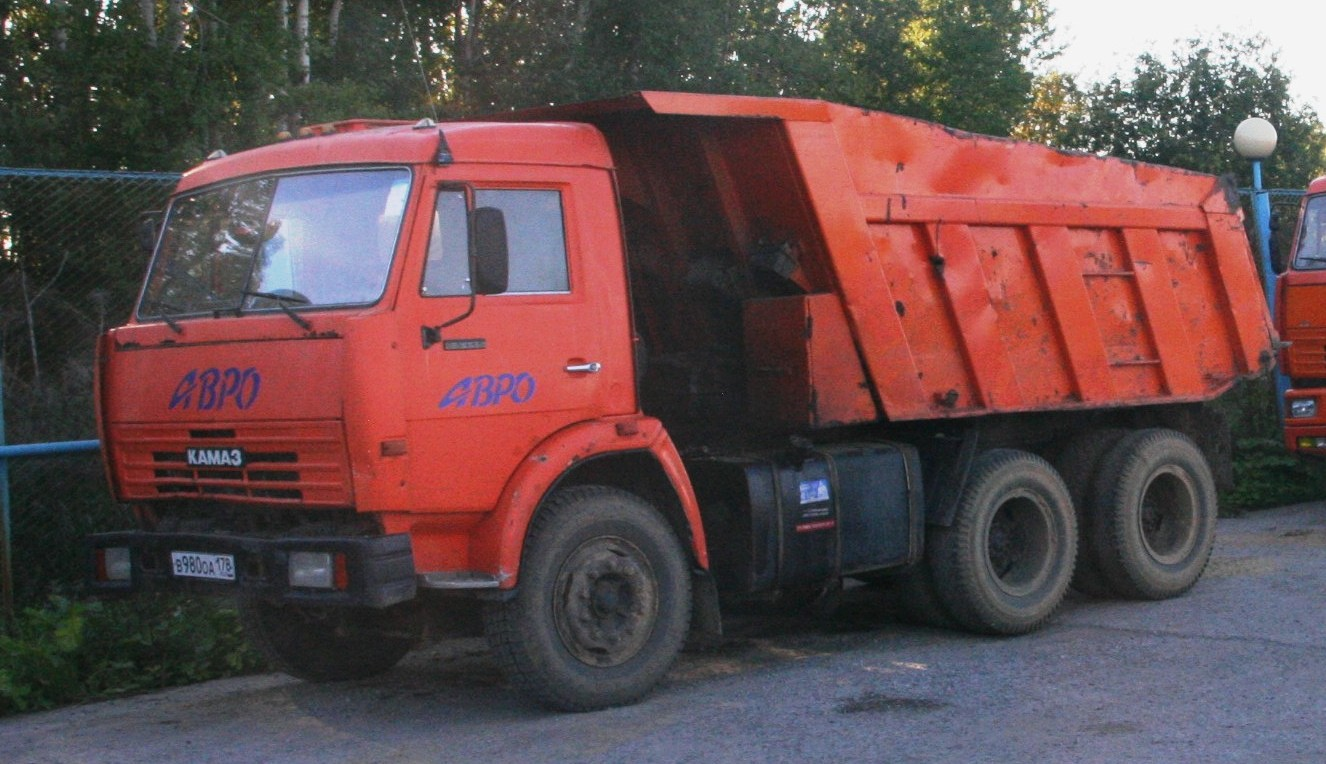
Ранний КАМАЗ-65115 на северо-западе России
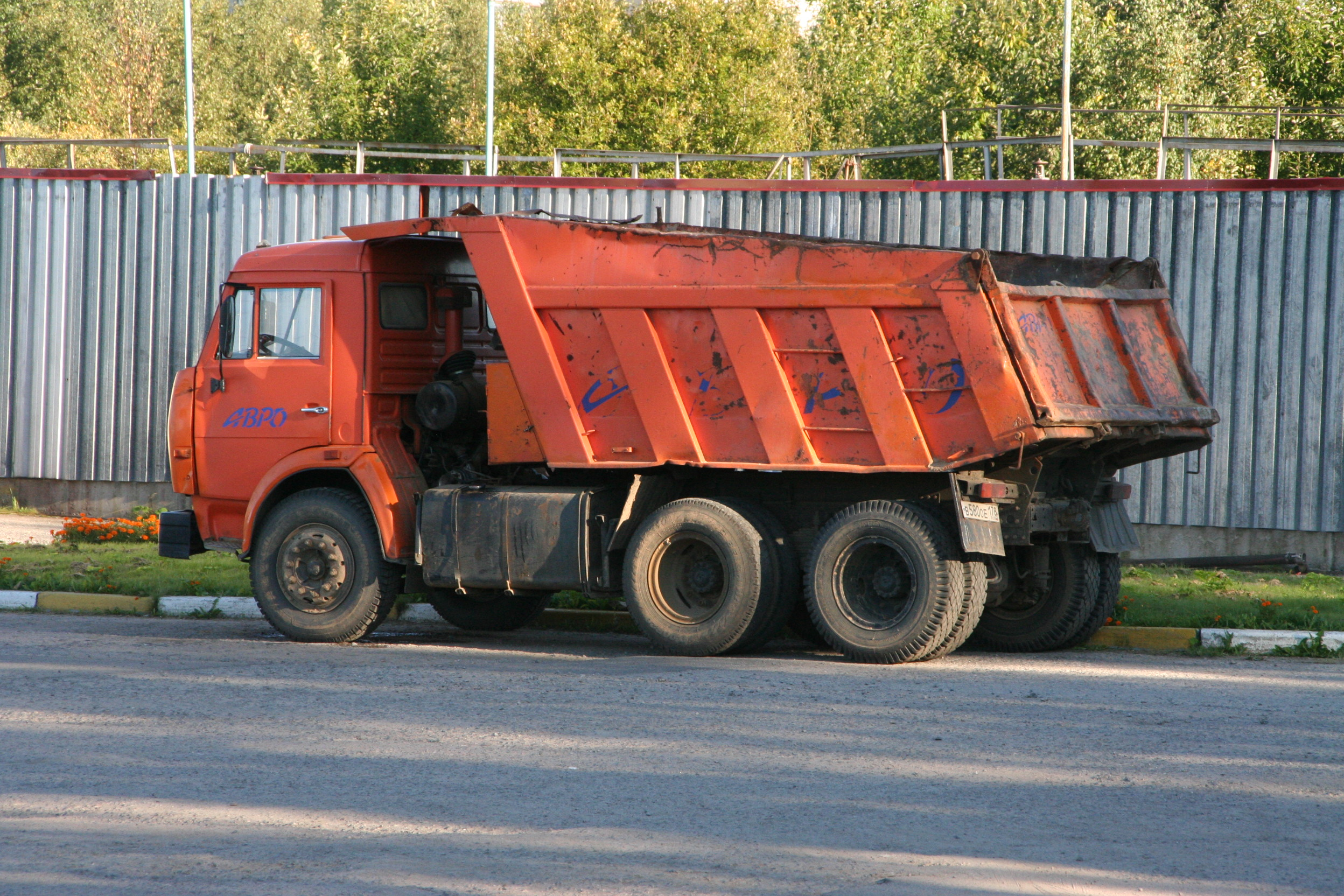
Ранний КАМАЗ-65115 на северо-западе России (вид сзади)
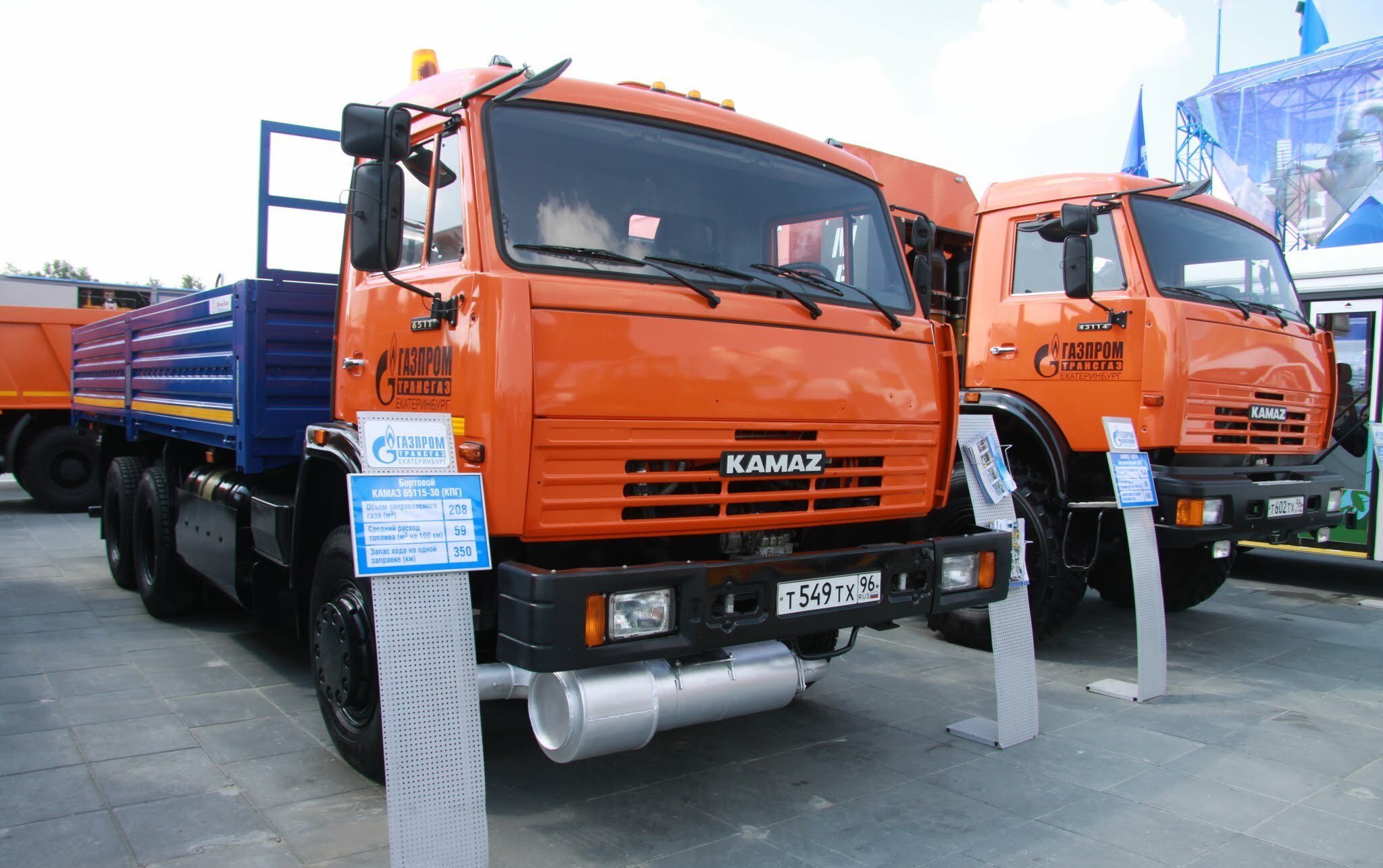
Бортовой тягач рядом с КАМАЗ-43118
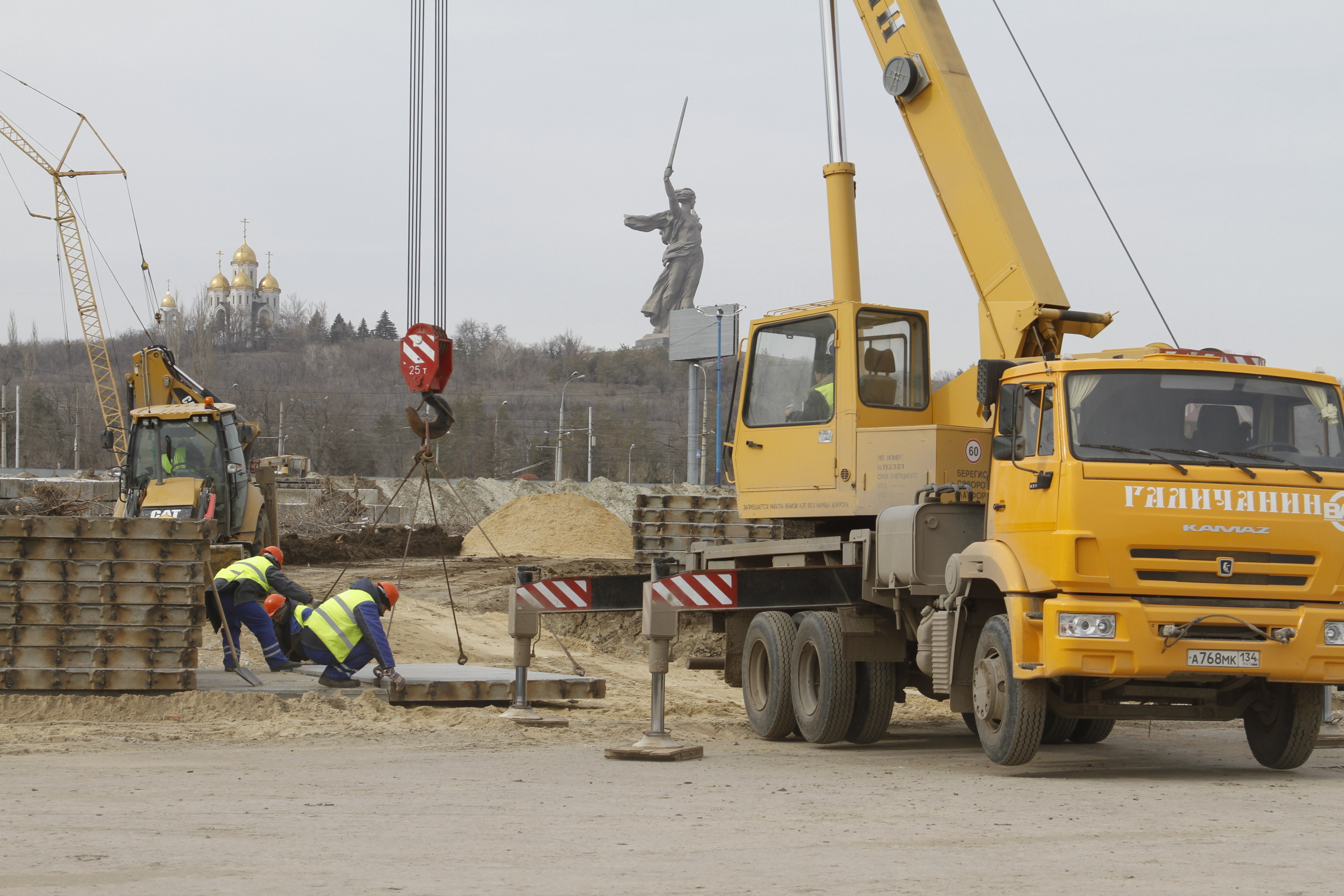
Автокран на шасси КАМАЗ-65115
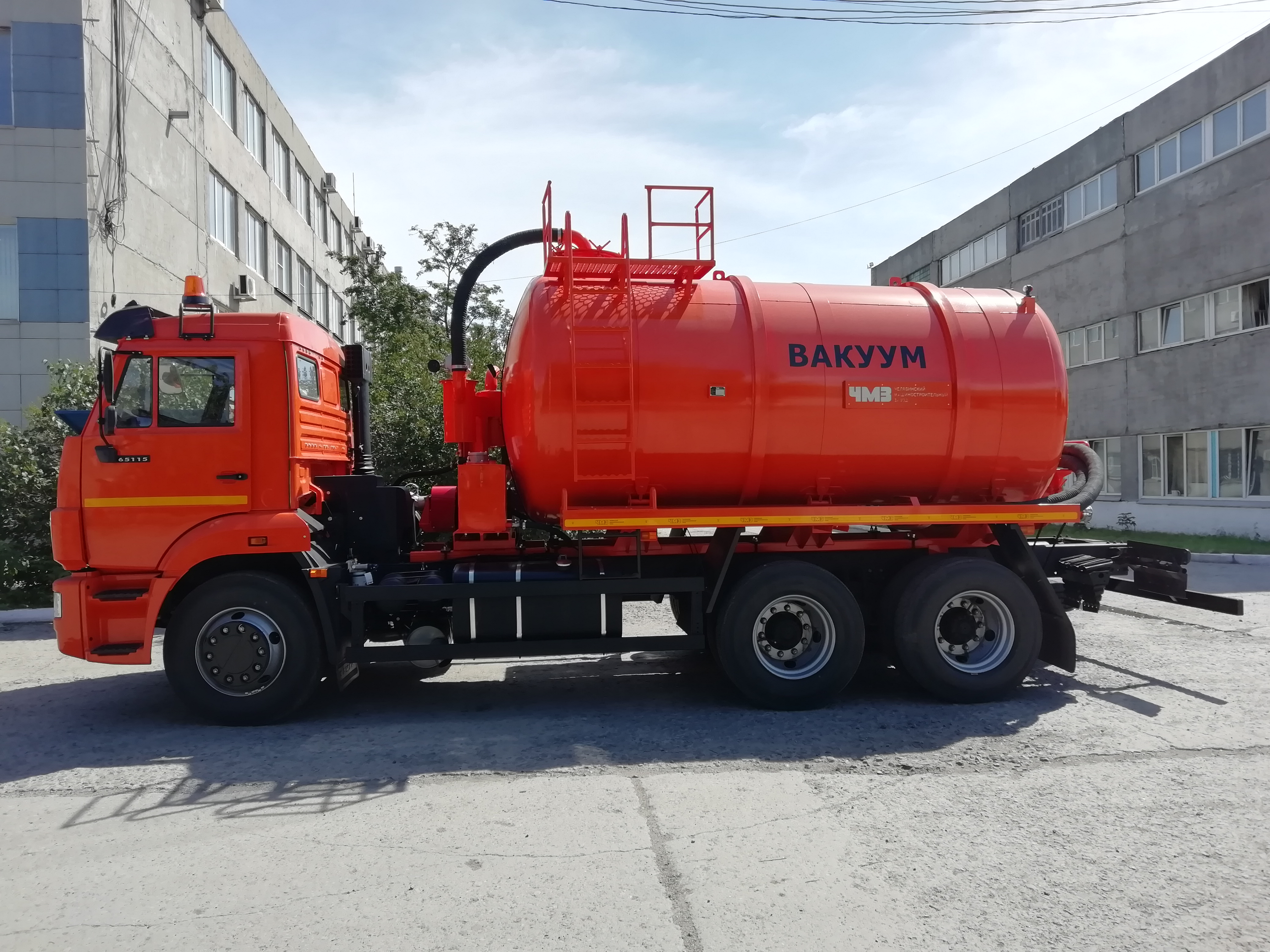
Вакуумная машина на шасси КАМАЗ-65115